# Antoine Gizenga
Antoine Gizenga (Mbanze, 5 oktober 1925 - Kinshasa, 24 februari 2019) was een Congolese politicus die van 30 december 2006 tot 10 oktober 2008 de premier van de Democratische Republiek Congo was. Hij was secretaris-generaal van de Parti Lumumbiste Unifié (PALU).

## Jeugd
Antoine Gizenga werd geboren op 5 oktober 1925 in het kleine dorpje Mbanze in de huidige provincie Kwilu in het toenmalige Belgisch-Congo. Hij bezocht een katholieke missieschool en kreeg zijn middelbare opleiding aan de seminaries van Kinzambi en Mayidi. Hij werd in 1947 tot priester gewijd en leidde een parochie vanuit zijn huis in Kwilu. Hij verliet zijn positie om persoonlijke redenen en nam verschillende klerikale en boekhoudkundige banen aan. Na korte tijd in dienst te zijn geweest bij de wetshandhaving van de koloniale regering, werd Gizenga leraar op een katholieke middelbare school. Hij trouwde al snel met Anne Mbuba, met wie hij later vier kinderen kreeg.

## Vroege politieke carrière

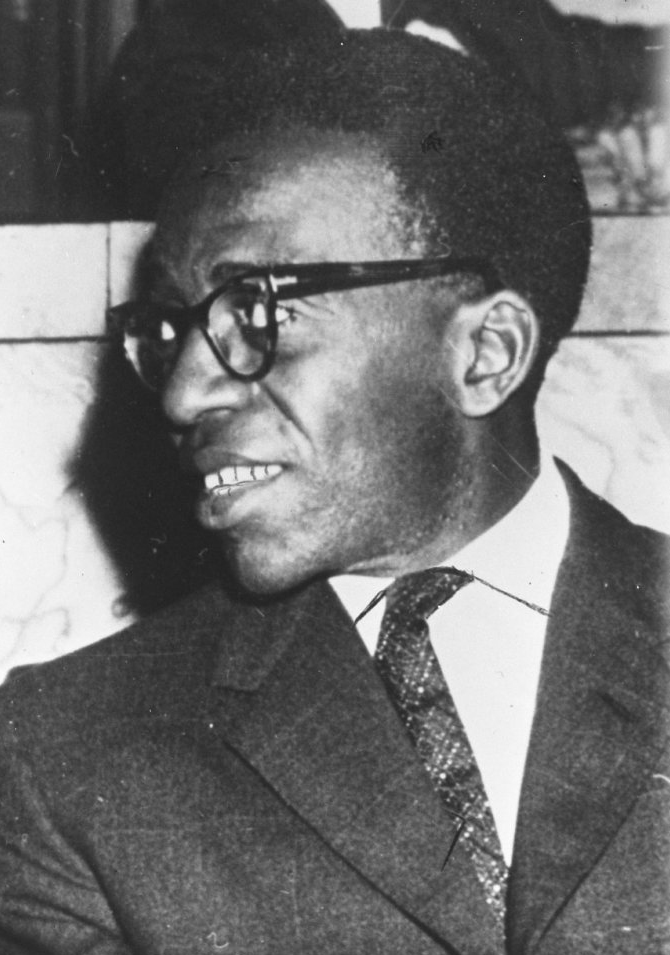
Gizenga in 1961

Geïnspireerd door de nationalistische ideeën van Patrice Lumumba, mede-oprichter van het Mouvement National Congolais (MNC), hielp Gizenga bij het organiseren van de Parti Solidaire Africain. Hij werd later leider van de partij. Na de onafhankelijkheid en vrije verkiezingen in 1960 werd Gizenga vicepremier van de nieuwe Republiek Congo onder de regering Lumumba.
In september ontsloeg president Joseph Kasavubu Lumumba en Gizenga uit hun functies vanwege Lumumba's beslissing om de Sovjet-Unie bij de Congocrisis te betrekken. Lumumba protesteerde en de regering raakte in een impasse over de kwestie. Kort daarna lanceerde kolonel Joseph-Désiré Mobutu een staatsgreep die zowel Lumumba als de president politiek verlamde, hoewel Mobutu al snel een werkrelatie ontwikkelde met de laatste. Gizenga was het niet eens met de nieuwe regering en vertrok op 13 november naar Stanleystad om zijn eigen regering te vormen. Op 12 december 1960 verklaarde hij zijn regering, de Vrije Republiek Congo, tot de enige legitieme regering uit in Congo. Lumumba had geprobeerd zich bij hem te voegen, maar werd gearresteerd en een aantal weken later geliquideerd in Katanga. De regering van Gizenga bleef een half jaar bestaan en kreeg diplomatieke erkenning van de Sovjet-Unie, China en Egypte, maar ontving geen logistieke steun.
In augustus 1960 stemde Gizenga ermee in om opnieuw toe te treden tot de reguliere Congolese regering als vicepremier, nu onder leiding van Cyrille Adoula. Hij koos ervoor om in Stanleystad te blijven. Gizenga besefte al snel dat Adoula bereid was te onderhandelen met Moïse Tshombe, de president van de afscheidingsstaat Katanga. Hij veroordeelde Adoula en beschuldigde zijn regering van landverraad.
In januari 1962 eiste het Congolese Assemblee dat Gizenga terugkeerde naar Leopoldstad om beschuldigingen tegen hem te horen wegens het leiden van een rebellenregering. Hij antwoordde dat hij alleen terug zou komen als de Katangese afscheiding was opgelost. Gizenga probeerde toen Commandant-in-Chief van het Congolese Nationale Leger Victor Lundula en een VN-functionaris te arresteren, die beiden in Stanleystad waren om het Kindu-drama te onderzoeken. Het plan mislukte toen de militie van Gizenga weigerde zijn bevelen op te volgen. Er ontstonden schermutselingen tussen zijn aanhangers en Congolese soldaten, met verschillende doden tot gevolg. Secretaris-generaal van de Verenigde Naties U Thant beval vredeshandhavingstroepen om orde te herstellen in Stanleystad, terwijl hij Gizenga onder huisarrest plaatste met behulp van VN- en Congolese troepen. Hij werd teruggevlogen naar Leopoldstad via een VN-vliegtuig en werd vastgehouden in Kamp Kokolo.
Gizenga wees een aanbod van VN-bescherming af en werd uiteindelijk gevangengezet op het eiland Bula Mbemba, gelegen aan de monding van de Congo-rivier. In juli 1964 werd Tshombe premier en beval als onderdeel van een poging tot politieke verzoening de vrijlating van Gizenga. Niettemin richtte Gizenga snel een Lumumbistische partij op en veroordeelde hij het optreden van Tshombe tijdens de Simba-opstand. Als reactie hierop werd Gizenga in september onder huisarrest geplaatst. Mobutu greep in november 1965 opnieuw de macht via een coup, waardoor Gizenga werd vrijgelaten. Hij vluchtte naar Congo-Brazzaville, maar vestigde zich al snel in Moskou om een doctoraat in de politieke wetenschappen te behalen.
In de daaropvolgende jaren reisde Gizenga naar Egypte, Guinee, Mali en Ghana om steun te zoeken voor de gefragmenteerde en instortende anti-Mobutu-beweging. In 1973 sloot hij zich kort aan bij de rebellenbeweging van Laurent-Désiré Kabila in Oost-Zaïre, waardoor hij de steun van de Sovjet-Unie verloor. Vervolgens verhuisde hij naar Frankrijk, maar werd gedeporteerd naar Algerije. Na korte tijd in Angola te hebben gewoond, keerde hij terug naar de Republiek Congo voordat hij zich uiteindelijk in Canada vestigde. Mobutu nodigde hem in 1977 uit om terug te keren naar Zaïre om als een figuurhoofd voor oppositiegroepen te dienen, maar Gizenga weigerde.

## Latere politieke carrière
Naarmate de Koude Oorlog zijn einde naderde, intensiveerde de druk op Mobutu zowel van binnenuit als van buitenaf. Tegen het einde van 1989 en het begin van 1990 werd hij geconfronteerd met binnenlandse onrust, toenemende internationale veroordeling van de mensenrechtenschendingen in zijn regime, economische moeilijkheden en wijdverbreide corruptie binnen zijn regering, met name het grootschalig misbruik van overheidsgelden voor persoonlijk gewin. Gelijktijdig vond in Roemenië een paleisrevolutie plaats, een parallelle gebeurtenis in een vergelijkbare context, waarbij dictator Ceaușescu werd afgezet en ter dood gebracht door hooggeplaatste leden van zijn eigen regime. Mobutu vreesde dat een soortgelijk lot ook hem te wachten stond.
In mei 1990 stemde Mobutu ermee in om het principe van een meerpartijenstelsel met verkiezingen en een grondwet te accepteren, waardoor Gizenga naar het land kon terugkeren. Tegen 1993 had hij Lumumbistische organisaties samengevoegd tot de Parti Lumumbiste Unifié (PALU). Hoewel de partij maar weinig leden telde, kreeg Gizenga respect vanwege zijn geschiedenis van verzet tegen Mobutu. Hij steunde de troepen van Laurent-Désiré Kabila tijdens de Eerste Congolese Burgeroorlog die eindigde in 1997, wat resulteerde in de herstelling van de naam van het land naar de Democratische Republiek Congo. Het volgende jaar, in 1998, werd zijn huis door de politie doorzocht en werden verschillende PALU-demonstranten neergeschoten, waarna hij zich tegen Kabila's leiderschap verzette.

### Presidentsverkiezingen van 2006
Gizenga stelde zich kandidaat voor het presidentschap namens PALU bij de verkiezingen van juli 2006. Volgens de voorlopige verkiezingsresultaten van 20 augustus eindigde hij op de derde plaats met 13,06 procent van de stemmen, na Joseph Kabila (de zoon van Laurent-Désiré) en Jean-Pierre Bemba. Op 30 september 2006 ondertekende Gizenga een coalitieakkoord met de AMP, het platform van Kabila, waarbij hij Kabila zou steunen in de tweede ronde van de presidentsverkiezingen in oktober 2006, in ruil voor het premierschap. Kabila won de verkiezingen en werd op 6 december 2006 beëdigd als president. Vervolgens benoemde hij Gizenga tot Informateur, en benoemde hem vervolgens op 30 december 2006 tot premier. Gizenga's nieuwe regering, met 59 leden, werd benoemd en aangekondigd op 5 februari 2007. Een nieuwe regering onder Gizenga werd aangekondigd op 25 november 2007, met het aantal ministers teruggebracht tot 44.
Gizenga droeg op 14 september 2007 zijn taken als secretaris-generaal van PALU over aan Remy Mayele.

### Ontslag
Op 25 september 2008 diende Gizenga zijn ontslag als premier in bij Kabila. Later die dag kondigde hij dit op televisie aan en zei dat hij besloot af te treden vanwege zijn vergevorderde leeftijd. Volgens Gizenga voelde hij zich niet in staat om zijn functie voort te zetten: "Voor iedere man, zelfs als je gezond en alert bent, heeft je lichaam grenzen die je moet erkennen." Hij had op dat moment nog geen reactie van Kabila ontvangen. In reactie op het nieuws zei de oppositiebeweging Mouvement pour la Libération du Congo (MLC) dat Gizenga's "ontslag een erkenning van falen en verwaarlozing inhoudt van een regering die, na bijna twee jaar, het land in een algemene crisis heeft achtergelaten". De MLC betwistte Gizenga's verklaring dat zijn aftreden verband hield met leeftijd en gezondheid. Kabila zou naar verluidt "officieel" Gizenga's ontslag hebben erkend in een brief die op 28 september naar Gizenga werd gestuurd. De regeringscoalitie, de Alliantie voor de Presidentiële Meerderheid, bleef na het aftreden van Gizenga in functie, en er werden onderhandelingen gevoerd over de keuze van een opvolger voor Gizenga.
Zijn opvolger, Adolphe Muzito, werd op 10 oktober 2008 door Kabila benoemd; Muzito is ook lid van PALU en was minister van Begroting in de regering van Gizenga. Gizenga hervatte prompt zijn taken als secretaris-generaal van PALU op 13 oktober 2008, 13 maanden nadat hij ze had overgedragen aan Remy Mayele.

## Dood en Nalatenschap
Op 30 juni 2009 werd aangekondigd dat Kabila Gizenga had aangewezen als Nationale Held, de hoogste onderscheiding van de Democratisch Republiek Congo. Zijn toelating tot de Orde van de Nationale Held Kabila-Lumumba maakte hem het enige nog levende lid en gaf hem recht op een "maandelijkse betaling gelijk aan de verdiensten van een premier, een verblijfplaats, een garage met zes voertuigen, een wachtpost met 12 leden van de nationale politie".
Gizenga stierf op 24 februari 2019 in het Centre Médical de Kinshasa, 93 jaar oud.